# HD134897
HD134897 — хімічно пекулярна зоря спектрального класу A4, що має видиму зоряну величину в смузі V приблизно  8,5.
Вона  розташована на відстані близько 517,7 світлових років від Сонця.